# Cidade Antiga de Saná
A Cidade Antiga de Saná corresponde à parte murada da cidade de Saná, capital do Iêmen, localizada em um vale montanhoso a 2 200 metros de altitude. Magnificamente adornada com suas edificações com adobe ornamentados de branco.
Em 1986, foi incluída na Lista do Patrimônio Mundial da Unesco. 
Saná é habitada há mais de 2 500 anos. Nos séculos VII e VIII, a cidade tornou-se um centro para a propagação do Islão. Este patrimônio histórico religioso e político pode ser visto nas 103 mesquitas, 14 hamames e nas cerca de 6.000 casas, todas elas construídas antes do século XI. As casas-torres de múltiplos pisos em Saná foram construídas em taipa.
Em 2015 foi incluída na Lista do Patrimônio Mundial em Perigo da UNESCO.

## Ligações Externas
- UNESCO-WHC - Galeria de Fotos;
- UNESCO-WHC - Mapa - Google Maps (NASA);
- UNESCO-WHC  - Documentação - em inglês ; em francês